# Cysta (zoologi)

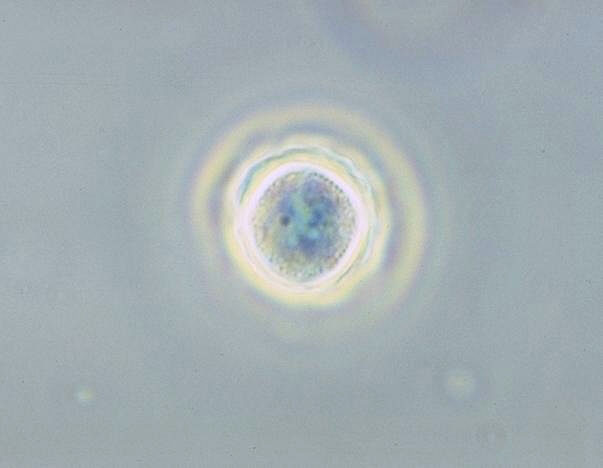
En cysta av amöban Acanthamoeba polyphaga

Cysta är ett utvecklingsstadium med förstärkt kroppsvägg hos en organism. Många protozoer bildar cystor för att överleva under ogynsamma förhållanden. Cystor kan även bildas av flercelliga organismer, till exempel trikiner.